# جرف قاري

منطقة الجرف القاري أو الرف القاري أو الرصيف القاري (بالإنجليزية: Neritic zone)‏ هي المنطقة المحصورة بين خط الجزر والحرف القاري ، تقع فوق المنحدر القاري، أقصى عمق تصل إليه هو 180 م فقط . وتتميز الحياة هنا بتنوعها ووفرتها بحيث تعيش فيها معظم أنواع الأسماك . والإنتاجية هنا عالية نسبياً ويرجع ذلك إلى وفرة النترات في هذه البيئة من جهة ( مصدر النيتروجين في عملية التركيب الضوئي ) وضحولة مياهها من جهة أخرى مما يسمح لاختراق الأشعة الشمسية لهذه المياه.

## حقوق الجرف
حقوق الجرف هي مجموعة من الحقوق السيادية التي تمنح للدولة الساحلية على الجرف القاري الخاص به. 
انظر أيضاً
- المنطقة الضوئية
- منحدر قاري